# Maison Polis
L'ancienne maison Polis est un immeuble classé situé dans la ville de Verviers en Belgique (province de Liège).

## Localisation
Cette demeure est située à Verviers, aux nos 22 et 24 de la rue Jules Cerexhe, une ancienne artère longeant la rive droite de la Vesdre et possédant plusieurs immeubles classés. L'immeuble est aujourd'hui scindé en deux maisons d'habitation. Le no 22 se situe à droite et le no 24, à gauche.

## Historique
La demeure a été construite vers 1719 pour Louis Polis qui a laissé son nom à la maison. À l'origine, cette demeure constituait une seule habitation. La maison devient la propriété d'Antoine Arnoldy en 1740.

## Description
Érigée dans le style Louis XIII, la façade possède quatre travées et trois niveaux et demi (deux étages et demi). Le soubassement est réalisé en pierre calcaire équarrie. Le reste de la façade est réalisé en brique avec encadrements des baies en pierre calcaire avec linteaux à clé de voûte passante. Les baies ont une hauteur dégressive suivant l'étage. Les trois baies des travées de droite sont jointives à chaque niveau. La porte d'entrée originale placée sur la travée de gauche (au no 22) se trouve au-dessus de trois marches en pierre bleue. Elle est surmontée par une baie d'imposte ornée d’une ferronnerie faite d’un médaillon ovale dans lequel figurent les initiales AA entrelacées, faisant sans doute référence au propriétaire Antoine Arnoldy (voir Historique). La seconde porte d'entrée percée sur la troisième travée provient de la modification d'une fenêtre. Sur la travée de droite, on note la présence d'un soupirail semi-circulaire.